# باکتوتتوش
باکتوتتوش (به مجاری: Baktüttös) یک منطقهٔ مسکونی در مجارستان است که در ناحیه زالائگرسگ واقع شده‌است.